# Piula del Sokoke
La piula del Sokoke (Anthus sokokensis) és un ocell de la família dels motacíl·lids (Motacillidae).

## Hàbitat i distribució
Habita zones obertes als boscos de la costa del sud-est de Kenya i nord-est de Tanzània.